# Monique van der Werff
Monique Margreet van der Werff (Haarlem, 6 september 1982) is een Nederlands voormalige actrice. Van der Werff heeft voornamelijk haar naamsbekendheid te danken aan de jeugdserie ZOOP waar ze de rol van Taffie Arends vertolkte.

## Levensloop
Van der Werff werd geboren in Haarlem, maar groeide op in Zandvoort. Nadat ze het gymnasium aan het Haarlemse Coornhert Lyceum had afgemaakt, volgde ze opleidingen aan De Nieuw Amsterdam (2000-2001), Amsterdams Theater Academie (2001-2002) en de Cabaret Academie Paul Rooyakkers (2002).
Haar televisieoptreden begon met de rol van Suzy in Onderweg naar Morgen (2002-2003). Ook speelde ze de hoofdrol (Denise) in haar filmdebuut Loverboy (2003). Landelijke bekendheid verkreeg ze vooral door haar rol van punker Taffie Arends in de Nickelodeon-jeugdserie ZOOP (2004-2006) en later door de bijbehorende ZOOP-films; Zoop in Afrika (2005), Zoop in India (2006) en Zoop in Zuid-Amerika (2007). In 2005 kreeg Van der Werff als haar personage Taffie een wassen beeld in het Madame Tussauds Amsterdam. In juli 2023 kwam ze met de oud-hoofdrolspelers na bijna twintig jaar weer bij elkaar in de televisiespecial ZOOP: De Reünie.
Naast televisie en film is de passie van Van der Werff theater. Ze speelde rollen in Tartuffe (2003), Hurly Burly (2005) en Blessuretijd.
In 2007 deed Van der Werff ook mee aan So You Wannabe a Popstar?.
Tegenwoordig is ze een coach voor vrouwen.

## Filmografie

### Film
- 2003: Loverboy, als Denise
- 2005: Flirt, als vriendin van Youssef
- 2005: Gekkie, als Roos
- 2005: Zoop in Afrika, als Taffie Arends
- 2006: Zoop in India, als Taffie Arends
- 2007: Honeyz, als Renske Eemhof
- 2007: Zoop in Zuid-Amerika, als Taffie Arends
- 2008: Thuisfront, als Sanne
- 2009: De blauwe bus, als Marylin McMolly

### Televisie
- 2002-2003: Onderweg naar Morgen, als Suzy de Ruyg
- 2004: Kees & Co, als meisje
- 2004-2006: ZOOP, als Taffie Arends
- 2005: AlexFM, als Tinus
- 2006: Kinderen geen bezwaar, als Melody
- 2007: So You Wanna Be A Popstar?
- 2023: ZOOP: De Reünie

## Theater
- 2003: Tartuffe (Gerechtsgediende)
- 2005: Hurly Burly (Donna)
- 2006: Blessuretijd (Zuster)
- 2007: Oeloek 3
- 2008: Echte Liefde?
- 2008: Goal
- 2009: The Right Thing
- 2010: Veronika besluit te sterven
- 2012: Hardliners

## Discografie

### Singles
| Lied                                  | Verschijnen  | Album | Hitlijsten  | Hitlijsten  | Hitlijsten   | Hitlijsten   | Opmerkingen              |
| Lied                                  | Verschijnen  | Album | NL (Top 40) | NL (Top 40) | NL (Top 100) | NL (Top 100) | Opmerkingen              |
| Lied                                  | Verschijnen  | Album | Piek        | Weken       | Piek         | Weken        | Opmerkingen              |
| ------------------------------------- | ------------ | ----- | ----------- | ----------- | ------------ | ------------ | ------------------------ |
| Zoop in Afrika (Djeo Madjula)         | 27 juni 2005 | —     | 12          | 10          | 4            | 18           | met gehele ZOOP-cast     |
| Zoop in India (Magisch avontuur)      | 5 juni 2006  | —     | 30          | 4           | 9            | 16           | met gehele ZOOP-cast     |
| Waiting (met Anna Speller)            | april 2007   | —     | —           | —           | 74           | 1            | als onderdeel van Honeyz |
| Zoop in Zuid-Amerika (Baila Mi Tango) | juni 2007    | —     | —           | —           | 63           | 5            | met gehele ZOOP-cast     |